# Alemania en la Eurocopa 2000
La Selección de fútbol de Alemania fue uno de los 16 equipos participantes en la Eurocopa 2000, que se llevó a cabo entre el 10 de junio y el 2 de julio en Bélgica y en los Países Bajos.
Alemania logró su clasificación en el grupo 3 de la UEFA donde tuvo como rivales a la selección turca, la selección finlandesa, y las débiles representantes selección norirlandesa y selección moldava. Fue la selección que más puntos acumuló, un total de 19, sumando 6 victorias, un empate y una derrota, con 20 goles a favor, y tan solo 4 en contra.
Quedó encuadrada en el grupo A junto con Inglaterra, Portugal y Rumania. En el Stade Maurice Dufrasne de Lieja (Bélgica) logró un empate 1-1 ante la selección rumana en el primer partido. En el segundo encuentro, disputado en el Stade du Pays de Charleroi, cayó 0-1 ante la escuadra inglesa; y en el último, disputado en el Stadion Feijenoord de Róterdam, perdió de forma humillante por 0-3 ante la selección portuguesa.
Así se consumó la peor participación alemana en las Eurocopas junto con la del torneo de 2004, pues por primera vez en su historia quedó eliminada en la ronda de grupos de una fase final. Inmediatamente el seleccionador Erich Ribbeck renunció el 21 de junio.

## Clasificación
| Equipo            | Pts | PJ | PG | PE | PP | GF | GC | Dif |
| ----------------- | --- | -- | -- | -- | -- | -- | -- | --- |
| Alemania          | 19  | 8  | 6  | 1  | 1  | 20 | 4  | 16  |
| Turquía           | 17  | 8  | 5  | 2  | 1  | 15 | 6  | 9   |
| Finlandia         | 10  | 8  | 3  | 1  | 4  | 13 | 13 | 0   |
| Irlanda del Norte | 5   | 8  | 1  | 2  | 5  | 4  | 19 | -15 |
| Moldavia          | 4   | 8  | 0  | 4  | 4  | 7  | 17 | -10 |

| Fecha                   | Lugar      |                   |                              | Resultado |                              |                   |
| ----------------------- | ---------- | ----------------- | ---------------------------- | --------- | ---------------------------- | ----------------- |
| 10 de octubre de 1998   | Bursa      | Turquía           | Bandera de Turquía           | 1:0 (0:0) | Bandera de Alemania          | Alemania          |
| 14 de octubre de 1998   | Chisináu   | Moldavia          | Bandera de Moldavia          | 1:3 (1:3) | Bandera de Alemania          | Alemania          |
| 27 de marzo de 1999     | Belfast    | Irlanda del Norte | Bandera de Irlanda del Norte | 1:3 (0:2) | Bandera de Alemania          | Alemania          |
| 31 de marzo de 1999     | Núremberg  | Alemania          | Bandera de Alemania          | 2:0 (2:0) | Bandera de Finlandia         | Finlandia         |
| 4 de junio de 1999      | Leverkusen | Alemania          | Bandera de Alemania          | 6:1 (3:0) | Bandera de Moldavia          | Moldavia          |
| 4 de septiembre de 1999 | Helsinki   | Finlandia         | Bandera de Finlandia         | 1:2 (0:2) | Bandera de Alemania          | Alemania          |
| 8 de septiembre de 1999 | Dortmund   | Alemania          | Bandera de Alemania          | 4:0 (4:0) | Bandera de Irlanda del Norte | Irlanda del Norte |
| 9 de octubre de 1999    | Múnich     | Alemania          | Bandera de Alemania          | 0:0       | Bandera de Turquía           | Turquía           |

## Jugadores
| #  | Nombre            | Posición      | Club              |
| -- | ----------------- | ------------- | ----------------- |
| 1  | Oliver Kahn       | Portero       | FC Bayern Múnich  |
| 2  | Markus Babbel     | Defensa       | FC Bayern Múnich  |
| 3  | Marko Rehmer      | Defensa       | Hertha BSC        |
| 4  | Thomas Linke      | Defensa       | FC Bayern Múnich  |
| 5  | Marco Bode        | Mediocampista | Werder Bremen     |
| 6  | Jens Nowotny      | Defensa       | Bayer Leverkusen  |
| 7  | Mehmet Scholl     | Mediocampista | FC Bayern Múnich  |
| 8  | Thomas Häßler     | Mediocampista | 1860 Munich       |
| 9  | Ulf Kirsten       | Delantero     | Bayer Leverkusen  |
| 10 | Lothar Matthäus   | Defensa       | MetroStars        |
| 11 | Paulo Rink        | Delantero     | Bayer Leverkusen  |
| 12 | Jens Lehmann      | Portero       | Borussia Dortmund |
| 13 | Michael Ballack   | Mediocampista | Bayer Leverkusen  |
| 14 | Dietmar Hamann    | Mediocampista | Liverpool FC      |
| 15 | Dariusz Wosz      | Mediocampista | Hertha BSC        |
| 16 | Jens Jeremies     | Mediocampista | FC Bayern Múnich  |
| 17 | Christian Ziege   | Mediocampista | Middlesbrough FC  |
| 18 | Sebastian Deisler | Mediocampista | Hertha BSC        |
| 19 | Carsten Jancker   | Delantero     | FC Bayern Múnich  |
| 20 | Oliver Bierhoff   | Delantero     | AC Milan          |
| 21 | Carsten Ramelow   | Mediocampista | Bayer Leverkusen  |
| 22 | Hans-Jörg Butt    | Portero       | Hamburgo SV       |
| DT | Erich Ribbeck     |               |                   |

## Participación

### Grupo A
| Selección  | Pts. | PJ | PG | PE | PP | GF | GC | Dif |
| ---------- | ---- | -- | -- | -- | -- | -- | -- | --- |
| Portugal   | 9    | 3  | 3  | 0  | 0  | 7  | 2  | +5  |
| Rumania    | 4    | 3  | 1  | 1  | 1  | 4  | 4  | 0   |
| Inglaterra | 3    | 3  | 1  | 0  | 2  | 5  | 6  | -1  |
| Alemania   | 1    | 3  | 0  | 1  | 2  | 1  | 5  | -4  |

| 12 de junio de 2000, 18:00 | Alemania   | 1:1 (1:1) | Rumania     | Stade Maurice Dufrasne, Lieja                                  |                                                                |
|                            | Scholl 28' | Reporte   | Moldovan 5' | Asistencia: 30 000 espectadores Árbitro(s): Kim Milton Nielsen | Asistencia: 30 000 espectadores Árbitro(s): Kim Milton Nielsen |

| 17 de junio de 2000, 20:45 | Inglaterra  | 1:0 (0:0) | Alemania | Stade du Pays de Charleroi, Charleroi                         |                                                               |
|                            | Shearer 53' | Reporte   |          | Asistencia: 30 000 espectadores Árbitro(s): Pierluigi Collina | Asistencia: 30 000 espectadores Árbitro(s): Pierluigi Collina |

| 20 de junio de 2000, 20:45 | Portugal                     | 3:0 (1:0) | Alemania | Stadion Feijenoord, Róterdam                         |                                                      |
|                            | Sérgio Conceição 35' 54' 71' | Reporte   |          | Asistencia: 51 504 espectadores Árbitro(s): Dick Jol | Asistencia: 51 504 espectadores Árbitro(s): Dick Jol |

## Estadísticas

### Posiciones

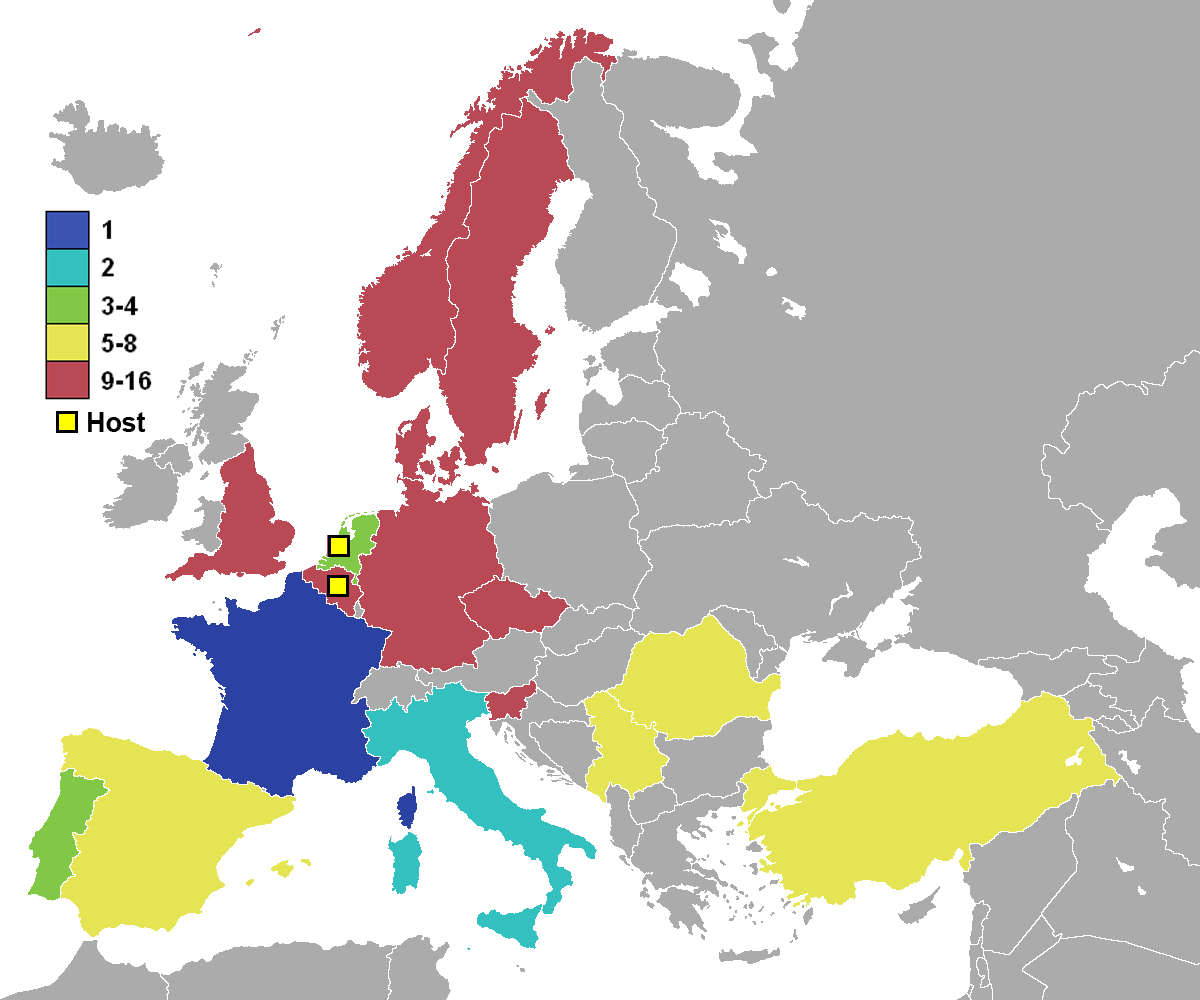
Mapa según los resultados del torneo.

| Equipo | Equipo          | Pts | PJ | PG | PE | PP | GF | GC | Dif | Rend  |
| ------ | --------------- | --- | -- | -- | -- | -- | -- | -- | --- | ----- |
| 1      | Francia         | 15  | 6  | 5  | 0  | 1  | 13 | 7  | +6  | 83,3% |
| 2      | Italia          | 13  | 6  | 4  | 1  | 1  | 9  | 4  | +5  | 72,2% |
| 3      | Países Bajos    | 13  | 5  | 4  | 1  | 0  | 13 | 3  | +10 | 86,7% |
| 4      | Portugal        | 12  | 5  | 4  | 0  | 1  | 10 | 4  | +6  | 80%   |
| 5      | España          | 6   | 4  | 2  | 0  | 2  | 7  | 7  | 0   | 50%   |
| 6      | Turquía         | 4   | 4  | 1  | 1  | 2  | 3  | 4  | -1  | 33,3% |
| 7      | Rumania         | 4   | 4  | 1  | 1  | 2  | 4  | 6  | -2  | 33,3% |
| 8      | Yugoslavia      | 4   | 4  | 1  | 1  | 2  | 8  | 13 | -5  | 33,3% |
| 9      | Noruega         | 4   | 3  | 1  | 1  | 1  | 1  | 1  | 0   | 44,4% |
| 10     | República Checa | 3   | 3  | 1  | 0  | 2  | 3  | 3  | 0   | 33,3% |
| 11     | Inglaterra      | 3   | 3  | 1  | 0  | 2  | 5  | 6  | -1  | 33,3% |
| 12     | Bélgica         | 3   | 3  | 1  | 0  | 2  | 2  | 5  | -3  | 33,3% |
| 13     | Eslovenia       | 2   | 3  | 0  | 2  | 1  | 4  | 5  | -1  | 22,2% |
| 14     | Suecia          | 1   | 3  | 0  | 1  | 2  | 2  | 4  | -2  | 11,1% |
| 15     | Alemania        | 1   | 3  | 0  | 1  | 2  | 1  | 5  | -4  | 11,1% |
| 16     | Dinamarca       | 0   | 3  | 0  | 0  | 3  | 0  | 8  | -8  | 0,0%  |

### Goleadores
| Jugador       | Goles | PJ | Minuto |
| ------------- | ----- | -- | ------ |
| Mehmet Scholl | 1     | 3  | 240    |